# Társasági adó
A társasági adó (röviden: tao) a jövedelem- és nyereségadók egy fajtája. Magyarországon az 1996. évi LXXXI. törvény (Tao.) szabályozza a társasági adó hatályos szabályait.
Bár Magyarországon a társasági adó 9%-os mértéke a legalacsonyabb az Európai Unió tagállamai közül, azonban az EU-ban csak Magyarországon létező iparűzési adó és innovációs járulék együttesen dupla akkora terhelést jelent a cégeknek, mint a társasági adó; 2020-ban 407 milliárd folyt be a társasági adóból, viszont 729 milliárd forint bevétel keletkezett az iparűzési adóból, és 89 milliárd forint folyt be az innovációs járulékból. Ugyanakkor míg a társasági adó a profitra helyezi az adózást, addig az iparűzési adó és az innovációs járulék a bevételen alapszik, így az iparűzési adó és az innovációs járulék azokat jutalmazza, akik a lehető legkevesebbet állítják elő, és azokat bünteti, akik magas hozzáadott értéket állítanak elő, illetve innovatív technológiába fektetnek be.
A társasági adónak a kb. 25%-osra emelésével kiváltható és megszüntethető lenne az iparűzési adó és az innovációs járulék. A három adónem összevonása élénkítené gazdaságot, javítaná a versenyképességet, egyszerűsítené az adózást, csökkentené az adminisztrációs terheket, csökkentené az adónemek számát és igazságosabbá tenné a közteherviselést, emellett megfelelne a társasági adó magyarországi rendszere a globális minimumadóról szóló nemzetközi megállapodásnak.

## Adótényállás

### Adóalany
A társasági adó alanyai két csoportba sorolhatók:
- belföldi illetőségű adóalanyok,
- külföldi illetőségű adóalanyok.

Belföldi illetőségű adóalanyok a törvény által meghatározott belföldi személyekből, illetve azon külföldi személyekből állnak, amelyek esetében az ügyvezetés helye Magyarországon van.
A belföldi személyek közül belföldi illetőségű adóalanyok:
- a gazdasági társaságok, az egyesülés, az európai részvénytársaság,
- a szövetkezet és az európai szövetkezet,
- az állami vállalat, a tröszt, az egyéb állami gazdálkodó szerv,
- az egyes jogi személyek vállalata, a leányvállalat,
- az ügyvédi iroda, a végrehajtói iroda, a szabadalmi ügyvivői iroda, a közjegyzői iroda,
- az erdőbirtokossági társulat,
- a vízi társulat,
- a Munkavállalói Résztulajdonosi Program szervezete,
- az alapítvány, a közalapítvány,
- az egyesület,
- a köztestület,
- az egyházi jogi személy,
- a lakásszövetkezet,
- az önkéntes kölcsönös biztosító pénztár,
- a felsőoktatási intézmény, a diákotthon,
- az európai területi együttműködési csoportosulás,
- az egyéni cég,
- az európai kutatási infrastruktúráért felelős konzorcium.

Azonban kivételeket is meghatároz a törvény, ilyenek például
- a pártok,
- a felszámolás alatt állók,
- a Magyar Nemzeti Bank.

Külföldi illetőségű adóalanyok a külföldi vállalkozók, és az ingatlannal rendelkező társaság tagja, ahol ingatlannal rendelkező társaság alatt olyan társaságot értünk, amelynek mérlegében az eszközök értékének több mint 75%-át magyarországi ingatlanok adják, illetve ahol a külföldi illetőségű személy.

### Adótárgy
Az adótárgy a társasági adó esetében a vállalkozási tevékenység, ami alatt ebben az esetben jövedelem- és vagyonszerzésre irányuló vagy azt eredményező gazdasági tevékenységet értünk.

### Adóalap
Az adó alapja a számviteli törvény szerinti adózás előtti eredmény,
módosítva a törvény által meghatározott korrekciós tételekkel.
Amennyiben az adóalap nem éri az elvárt jövedelem szintjét, akkor törvényes vélelemként vélelmezett adóalap kerülhet megállapításra.

### Adómérték
A vállalkozásokat terhelő társasági adó (vállalati nyereségadó) mértéke 1997-től a következőképpen változott (2022. júliusi állapot szerint), főszabály szerint:
| Időszak                              | Az adóalaphoz viszonyítva                                                       |
| ------------------------------------ | ------------------------------------------------------------------------------- |
| 1997. január 1. – 2003. december 31. | 18%                                                                             |
| 2004. január 1. – 2005. december 31. | 16%                                                                             |
| 2006. január 1. – 2007. december 31. | 16%, de 5 millió Ft adóalap alatt 10% (bizonyos feltételek teljesítése esetén)  |
| 2008. január 1. – 2009. december 31. | 16%, de 50 millió Ft adóalap alatt 10% (bizonyos feltételek teljesítése esetén) |
| 2010. január 1. – 2016. december 31. | 19%, de 500 millió Ft adóalap alatt 10%                                         |
| 2017. január 1-jétől                 | 9%                                                                              |

## Külső hivatkozások
- http://www.njt.hu